# Identidad de Kaya

La identidad de Kaya es una expresión matemática que se utiliza para describir la relación entre los factores que influyen en las tendencias relacionadas con la energía y las emisiones de dióxido de carbono que se emiten a la atmósfera. Esta relación está expresada mediante una fórmula matemática, que fue desarrollada por el economista energético japonés Yoichi Kaya, siendo objeto de su libro titulado: Environment, Energy, and Economy: strategies for sustainability (Medio Ambiente, Energía y Economía: estrategias para la sostenibilidad).
La identidad se expresa de la siguiente forma:
{\displaystyle CO2=P*{\frac {PIB}{P}}*IEnergetica*ICO2}

## Descripción de las variables
- CO2: cantidad (por ejemplo en toneladas) de CO2 que se emite a la atmósfera en un área (generalmente un país) y periodo temporal (generalmente un año) determinado.[2]
- P: número de habitantes del área.[2]
- (PIB / P): se refiere al nivel de actividad económica medido por el PIB per cápita, es decir el producto interior bruto por persona residente en el área.[2]
- I Energética: intensidad energética expresada por el cociente entre la energía de todo tipo utilizada en el área y el PIB del área.[2]
- ICO2: intensidad de emisión, que es el cociente entre el total de CO2 emitido y la energía usada en el área, expresada por ejemplo en tep (toneladas equivalentes de petróleo).[2]